# Літургійна драма

Благовіщення Ян ван Ейк, бл. 1435, картина передає враження від літургійної драми Missa Aurea (Нідерланди, початок XV ст.)

Літургійна драма (фр. Le drame liturgique) — рід середньовічного театру, який з'явився у Франції близько X століття і був впроваджений у святкові церковні служби (літургії), інсценування епізодів зі Священного писання.
Термін літургійна драма з'явився в XIX столітті і не зовсім точно відображає сутність явища, тому ряд дослідників віддають перевагу терміну церковна драма (фр. Le drame de l'eglise).
Виникла із тропів (фр. trope), латинських літургійних піснеспівів, що будувалися за принципом питання — відповідь і супроводжувалися символічною жестикуляцією.
Перше документальне свідчення описує містеріальну церемонію Visitatio sepulchri (лат. Візит до гробниці), що відбувалася в середині X століття в абатстві Флері-сюр-Луар, але, імовірно, мало більше раннє походження.
Серед найзначніших літургійних драм виділяються «Наречений» (фр. L'Époux, між 1125 і 1150 роками) і «Гра про Адама» (фр. Jeu d'Adam, бл. 1150—1170 гг.)
Указом папи Інокентія III (1210 року) були заборонені вистави літургійної драми всередині приміщень церков, і вистави стали проводитися на вулиці, як правило, на папертях. Поступово, латинську мову замінила французька, у виставах стали брати участь, крім духовенства, і городяни, а літургійна драма отримає свій розвиток в міраклях і містеріях.